# Yitzhak Katznelson
Yitzhak Katznelson (* 1934 in Jerusalem) ist ein israelischer Mathematiker, der sich mit harmonischer Analysis beschäftigt.
Katznelson studierte an der Hebrew University (Master-Abschluss 1956) und wurde 1959 an der Sorbonne bei Szolem Mandelbrojt promoviert. Ab 1966 lehrte er an der Hebrew University in Jerusalem. Ab 1988 war er Professor an der Stanford University, an der er schon vorher zu längeren Gastaufenthalten war.
Er beschäftigte sich mit harmonischer Analysis (das heißt Fourierreihen und deren Verallgemeinerungen), Ergodentheorie und dynamischen Systemen.
2002 erhielt er für sein Lehrbuch über harmonische Analysis den Leroy P. Steele Prize, das nach der Preis-Laudatio die „richtige Mischung von Konkretem und Abstraktem“ hat. Er ist Fellow der American Mathematical Society.

## Schriften
- An Introduction to harmonic analysis. Wiley 1968, Dover 1976, ISBN 0486633314.